# Acadèmia d'Atenes (institució contemporània)
L'Acadèmia d'Atenes (grec: Ακαδημία Αθηνών, Akadimia Athinón) és l'acadèmia nacional de Grècia i la institució de recerca suprema del país. Fou creada el 1926, tot i que els seus principis fundacionals es remunten a l'Acadèmia Platònica. Funciona sota la supervisió del Ministeri d'Educació. La seva seu principal és un dels punts de referència d'Atenes.
El 2017, l'hel·lenista figuerenc Eusebi Ayensa Prat en fou elegit el primer membre català.